# Campionato sudamericano maschile di pallacanestro 1938
Il 6º Campionato dell'America Meridionale Maschile di Pallacanestro (noto anche come FIBA South American Championship 1938) si è svolto dal 12 al 22 febbraio 1938 a Lima in Perù. Il torneo è stato vinto dalla nazionale peruviana.
I FIBA South American Championship sono una manifestazione contesa dalle squadre nazionali dell'America meridionale, organizzata dalla CONSUBASQUET (Confederazione America Meridionale), nell'ambito della FIBA Americas.

## Squadre partecipanti
- Argentina
- Brasile
- Ecuador
- Perù
- Uruguay

## Classifica finale
| Pos | Squadra   | V-P |
| --- | --------- | --- |
|     | Perù      | 4-0 |
|     | Argentina | 3-1 |
|     | Uruguay   | 2-2 |
| 4   | Brasile   | 1-3 |
| 5   | Ecuador   | 0-4 |